# Гай Корнелий Минициан
Гай Корнелий Минициан (лат. Gaius Cornelius Minicianus) — римский политический деятель начала II века.
Минициан происходили из сословия всадников из Бергома. Он был другом Плиния Младшего. Минициан является получателем нескольких писем от него. В письме к Квинту Помпею Фалькону Плиний рекомендует Минициана в качестве государственного служащего и описал его как «украшение моего района» (лат. ornamentum regionis meae).
Фалькон назначил Минициана префектом первой Дамасской когорты в Палестине. Позже Минициан был военным трибуном в Африке. Он был одним из первых, кто занимал должность curator rei publicae.